# Cerro Quiac
Cerro Quiac är en kulle i Guatemala.   Den ligger i departementet Departamento de Quetzaltenango, i den sydvästra delen av landet, 100 km väster om huvudstaden Guatemala City. Toppen på Cerro Quiac är 2 566 meter över havet.
Terrängen runt Cerro Quiac är kuperad åt nordväst, men åt sydost är den bergig. Runt Cerro Quiac är det tätbefolkat, med 276 invånare per kvadratkilometer. Närmaste större samhälle är Quetzaltenango, 8,6 km väster om Cerro Quiac. I omgivningarna runt Cerro Quiac växer i huvudsak städsegrön lövskog.